# André Dufau
Pour les articles homonymes, voir Dufau.
André Dufau (né le 8 août 1905 à Arras et mort le 31 août 1990 à Neuilly-sur-Seine) est un athlète français, spécialiste du sprint.
Il est diplômé de l'École centrale Paris (Promotion 1929).
Il participe aux Jeux olympiques d'été de 1928 à Amsterdam. Éliminé dès les séries du 100 m, blessé, il  se classe 4e de la finale du relais 4 x 100 mètres en compagnie de Gilbert Auvergne, André Cerbonney et André Mourlon.(https://www.les-sports.info/athletisme-jeux-olympiques-resultats-1928-hommes-epm7765.html). 
En 1928, il établit un nouveau record de France du relais 4 × 100 mètres.
Centralien, ingénieur et architecte de métier, principalement à Amiens, dans le Nord de la France, et Paris, il se spécialise tout au long de sa carrière, qui prendra fin dans les années 1970, dans les constructions industrielles et les équipements publics. 
Marié à Ida Morf, père de trois enfants, Frédéric, Anne et Hervé, il meurt en 1990.
Il est le frère de Pierre Dufau, architecte aussi, auquel il a été associé.